# دوک‌سگ
دوک‌سگ (نام علمی: Dukecynus) نام یک سرده از زیررده پس‌ددان است.